# Косколь (Астраханський район)
Коско́ль (каз. Қоскөл) — село у складі Астраханського району Акмолинської області Казахстану. Входить до складу Староколутонського сільського округу.
Населення — 88 осіб (2021; 172 у 2009, 245 у 1999, 326 у 1989).
Національний склад станом на 1989 рік:
- казахи — 72 %.